# Таня Бругера
Таня Бругера (ісп. Tania Bruguera, нар. 1968) — кубинська активістка, художниця та перформансистка. Живе та працює в Нью-Йорку та Гавані. Роботи художниці є в зібраннях МоМА, Музеї мистецтв Бронкса, Музеї витончених мистецтв Гавани.

## Біографія
Народилася в сім'ї дипломата Мігеля Бругераса, після 18-річчя змінила прізвище на Бругера — за визнанням художниці, це був перший акт її політичного бунту.
Як членкиня дипломатичної сім'ї, жила за кордоном з батьком — у Парижі, Лівані та Панамі, у 1979 році повернулася на Кубу з матір'ю та сестрою. Пізніше успішну міжнародну кар'єру художниці та її сімейні зв'язки з політичним кубинським класом критикуватимуть.
З 1980 року Бругера займалася в початковій школі пластичних мистецтв у Гавані, де познайомилася з міждисциплінарними та експериментальними художніми практиками — так, заохочувалися заняття на відкритих просторах, на природі та на вулицях замість аудиторних.
Бругера вступила до Вищої школи мистецтв у Гавані і пізніше отримала стипендію на навчання в Інституті мистецтв у Чикаго.
Вона засновниця й директорка Catédra Arte de Conducta, першої програми вивчення перформансу в Латинській Америці (курс у Вищій школі мистецтв у Гавані). У центрі уваги було навчання кубинців різним стилям мистецтва та демонстрація того, як мистецтво можна використовувати в якості інструменту трансформації ідеології.
З 2003 року до 2010 року Бругера також була асистенткою професора в Інституті мистецтв Чикаго та запрошеною професоркою Університету Венеції.

## Творчість
Студенткою Бругера зазнала впливу художньої групи los'80s, яка дотримувалася радикалізації художніх практик і виникла на тлі зусилля американського концептуального мистецтва та змін у країнах соціалістичного блоку. Це значною мірою зумовило інтереси художниці: поширення подій, увага до семіотики, суміщення кубинської порядку денного та сучасних художніх практик.
У 1986 році Бругера провела першу із серії реконструкцій робіт Ани Мендьєти у Фототеці Куби, це був початок десятирічного проєкту з відновлення спадщини Мендьєти на тлі офіційної кубинської політики, спрямованої на стирання культурного внеску кубинських експатріатів. Фонд Ани Мендьєти пізніше виступив проти акції Бругери, вважаючи це втручанням у власну програму відновлення.
В 1996 Бругера знищила всі залишки серії після фінального виступу в Інституті міжнародного візуального мистецтва в Лондоні, вичерпуючи конфлікт і підкреслюючи ефемерність і несуттєвість її концептуальної роботи.
Робота Тані Бругери 1997 року «Тягар провини» (El peso de la culpa) була перформанс-розповіддю про те, що корінні жителі Куби поклялися їсти бруд і нічого більше, ніж бути бранцями іспанських конкістадорів. Бругера інтерпретувала власний акт поїдання бруду як «зброю опору». У виступі Бругера стояла оголена з тушею ягняти, що звисала з її шиї, створюючи фізичне та символічне навантаження. Протягом 45 хвилин вона споживала ґрунт, змішаний з водою та сіллю, що являли собою сльози. Як сказав Едвард Рубін, «несамовита п'єса була вперше виконана в Гавані, де глядачам належним чином нагадали, що свобода і самовизначення — це не абстрактні ідеали, а досягнення, які глибоко вписують їхнє значення в нашу фізичну істоту».
У 2011 році Бругера почала працювати над Immigrant Movement International, багатокомпонентним художнім твором, провівши рік у маленькій квартирі в Короні, штат Квінс, з п'ятьма іммігрантами та їхніми дітьми. Вона цікавилася ситуаціями, коли деякі іммігранти мали проблеми без документів на проживання, намагаючись вижити за рахунок низької заробітної плати і без медичної страховки. Проєкт, що фінансується Музеєм мистецтв Квінса та некомерційною художньою групою Creative Time, також включав відкриття магазину в Нью-Йорку, де Бругера спочатку планувала проводити художні майстер-класи для іммігрантів, але виявила, що більшість людей, які приходили до магазину, були зацікавлені у вивченні англійської мови або пошуку роботи або юридичної допомоги.
У 2012 році вона представила «Додаткову вартість», спільну роботу в рамках більшого проєкту Міжнародного руху іммігрантів. Відвідувачі музею чекали в довгій черзі, і деяким дозволялося входити випадковим чином, у той час як іншим пропонувалося пройти тести на детекторі брехні, запитуючи їхню історію подорожей. Виставковий простір містив чотири репродукції знаків із нацистських трудових таборів.
У 2017 році Бругера запропонувала себе як кандидатку на виборах президента Куби у 2018 році у відео під назвою #YoMePropongo. У цьому проєкті вона пропонує аудиторії уявити, що б вони робили для майбутнього Куби, будучи на президентській посаді. Бругера отримала 70 відеовідповідей від звичайних кубинців, що висловлюють бажання реформувати корумпований уряд, включити доступне житло та покращити слабку економіку.
У 2018 році Бругера оформляла Турбінний зал Тейт Модерн. Для установки Бругера покрила частину підлоги термочутливою чорною фарбою; коли відвідувачі сиділи або лежали на ньому, ставала видимою частина величезного портрета сирійського біженця внизу. Кураторка Кетрін Вуд пояснила: «Це заклик до дії, тому що ви не зможете побачити цю картину, якщо не приєднаєтесь до багатьох інших».
Таню Бругера арештовували тричі в період з грудня 2014 року по січень 2015 року за організацію публічного виступу на площі Гавани в Площі Революції. Її затримали разом з кількома іншими кубинськими художниками, активістами, блогерами та журналістами, які брали участь у кампанії Yo Tambien Exijo. Кампанія виникла після заяв Рауля Кастро та Барака Обами від 17 грудня 2014 року про відновлення дипломатичних зв'язків. Перші арешти було здійснено у вівторок, 30 грудня, після того, як Бругера оголосила про намір залишити відкритий мікрофон доступним для кубинців, щоб вони могли вільно висловлювати свої думки.
Таня Бругера брала участь у великій кількості міжнародних виставок, у тому числі в Documenta 11 (2002), Стамбульській (2003) і Шанхайській (2004) бієнале.